# 迪勒嫩岑
迪勒嫩岑（法語：Durrenentzen，法語發音：[dyʁənɛntsən] ⓘ）是法国上莱茵省的一个市镇，属于科尔马-里博维莱区。

## 地理
迪勒嫩岑（48°5'33"N, 7°30'10"E）面积6.22 平方千米，位于法国大東部大區上莱茵省，该省份为法国东部内陆省份，是阿尔萨斯的一部分，今与下莱茵省组成了阿尔萨斯欧洲集体，其北临下莱茵省，西接孚日省，西南接贝尔福地区省，东侧沿莱茵河与德国相望，南与瑞士接壤。
与迪勒嫩岑接壤的市镇（或旧市镇、城区）包括：阿尔策奈姆、巴尔策奈姆、屈奈姆、于尔舍奈姆、蒙策奈姆、热布赛姆。
迪勒嫩岑的时区为UTC+01:00、UTC+02:00（夏令时）。

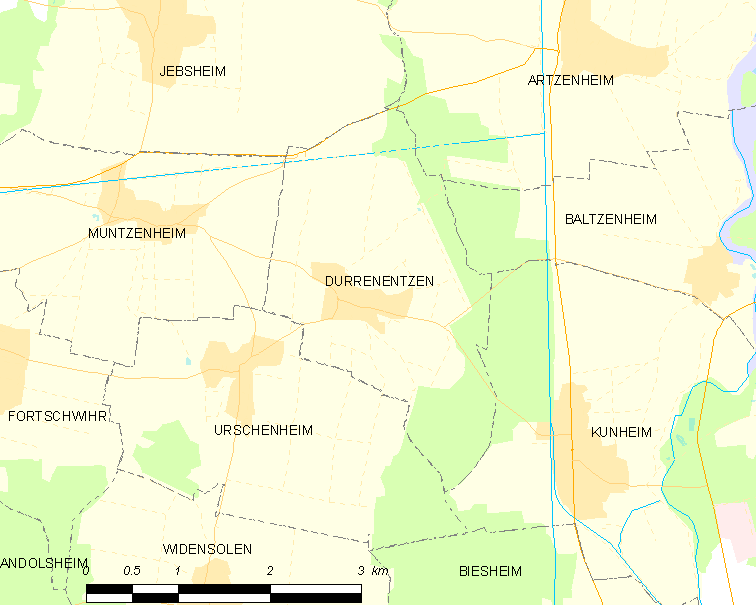
迪勒嫩岑的OSM定位图

## 行政
迪勒嫩岑的邮政编码为68320，INSEE市镇编码为68076。

## 政治
迪勒嫩岑所属的省级选区为恩西赛姆县。

## 人口

1962-2008年间迪勒嫩岑人口变化图示

迪勒嫩岑于2022年1月1日时的人口数量为1059人。